# Chlorissa pretiosaria
Chlorissa pretiosaria là một loài bướm đêm trong họ Geometridae.